# Wuppertalbrücke
Die Wuppertalbrücke (vereinzelt auch Wuppertal-Brücke sowie auch Öhder Brücke) ist eine ca. 420 m lange und 38 m hohe Autobahnbrücke der Bundesautobahn 1 (A 1). Die auf sechs Stützpfeilern stehende Stahlverbundbrücke ist 23,3 m breit.
Die Brücke überspannt das Tal der Wupper im Wuppertaler Stadtbezirk Langerfeld-Beyenburg im Ortsteil Öhde. Die A 1 folgt dem Tal des Blombachs von Süden kommend bis zu seiner Mündung unterhalb der Wuppertalbrücke in der Wupper.
Im Tal verläuft auf der linken Wupperseite die Landesstraße 58 (ehem. Bundesstraße 51). Unterhalb der Brücke wechselt der Name der Landesstraße von Lenneper Straße zu Blombacher Bach. Auf der rechten Wupperseite verläuft die Landesstraße 527. Auch diese Straße wechselt unterhalb der Brücke den Namen von Öhder Straße in Beyenburger Straße. Eine kurze Querverbindung (Landesstraße 420, Verlängerung der Straße Blombacher Bach) verbindet über den Fluss beide Verkehrsstränge. Des Weiteren unterquert die 1979 für den Personenverkehr stillgelegte Wuppertalbahn die Brücke. Der Haltepunkt Öhde lag unter der Brücke.
In den Jahren 2004 und 2005 wurde im Zuge der Verbreiterung der A 1 auf sechs Fahrspuren neben der alten Wuppertalbrücke eine optisch gleich wirkende zweite Brücke erbaut, die nun vier (drei Fahrspuren, eine Standspur pro Fahrtrichtung) der insgesamt acht zukünftigen Spuren aufnimmt. Die 1956–1959 erbaute Spannbeton-Balkenbrücke wurde von August 2008 bis August 2009 samt Stützpfeilern rückgebaut und wurde von 2010 bis 2012 durch einen Neubau ersetzt. Die beiden baulich getrennten, aber ohne Abstand zueinander errichteten neuen Brücken bilden zusammen die neue Wuppertalbrücke.
Während dieser Zeit kam es zu Sperrungen der in der Talsohle verlaufenden Straßen. Die Kosten für den Abriss sind vom Landesbetrieb Straßenbau NRW im November 2007 auf vier Millionen Euro kalkuliert worden. Im Juli 2008 ging man von viereinhalb Millionen Euro aus.

## Neubau
Der zweite Brückenneubau begann im Frühjahr 2010. Sie wurde in Stahlverbund-Bauweise erstellt und ist insgesamt 418,3 Meter lang und etwa 30 Meter hoch. Als Bauzeit wurden für die 20 Millionen Euro-Investition zwei Jahre veranschlagt. Im September 2012 wurde die zweite Brückenhälfte mit den drei Fahrspuren freigegeben.

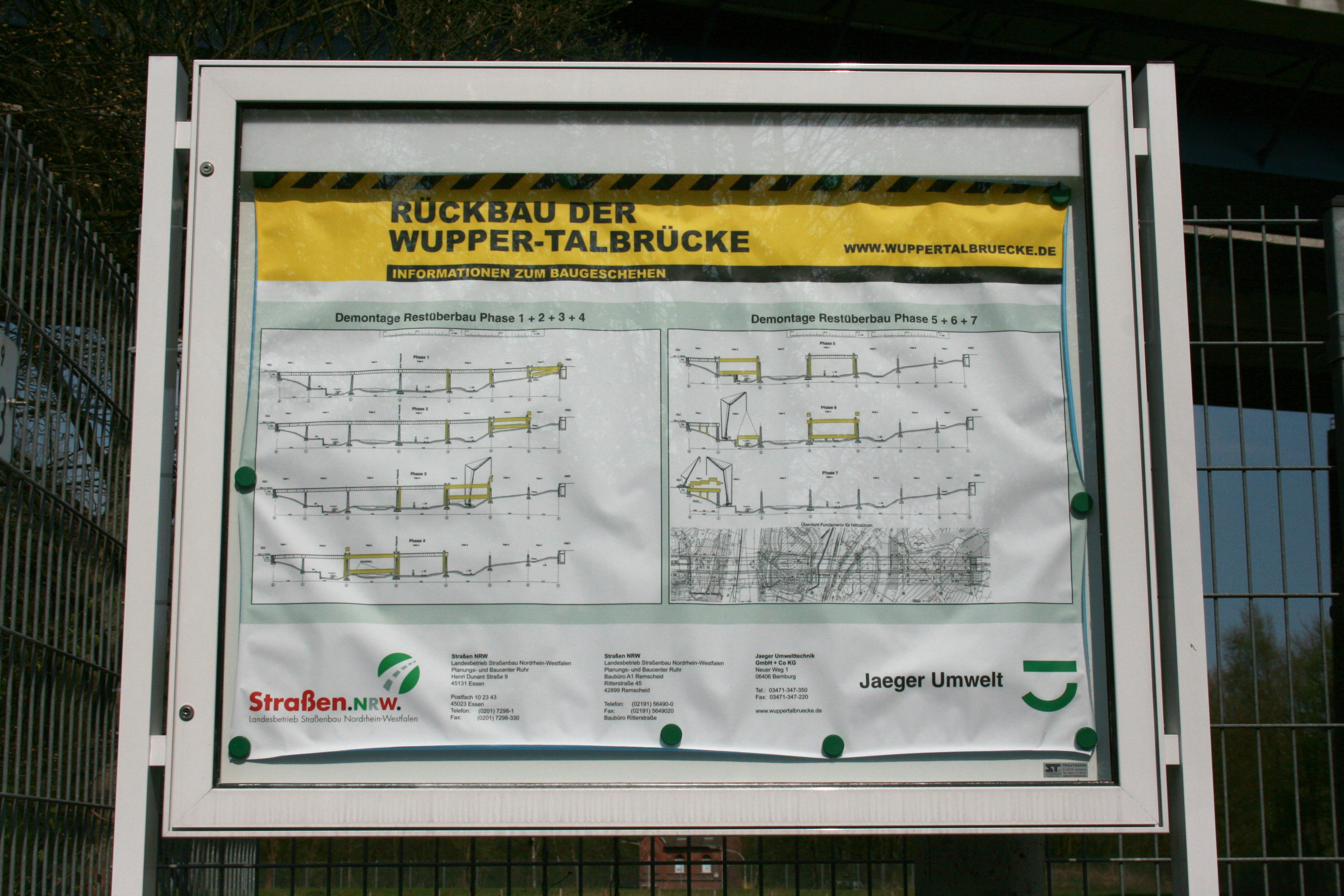
Plan zum Rückbau der Brücke
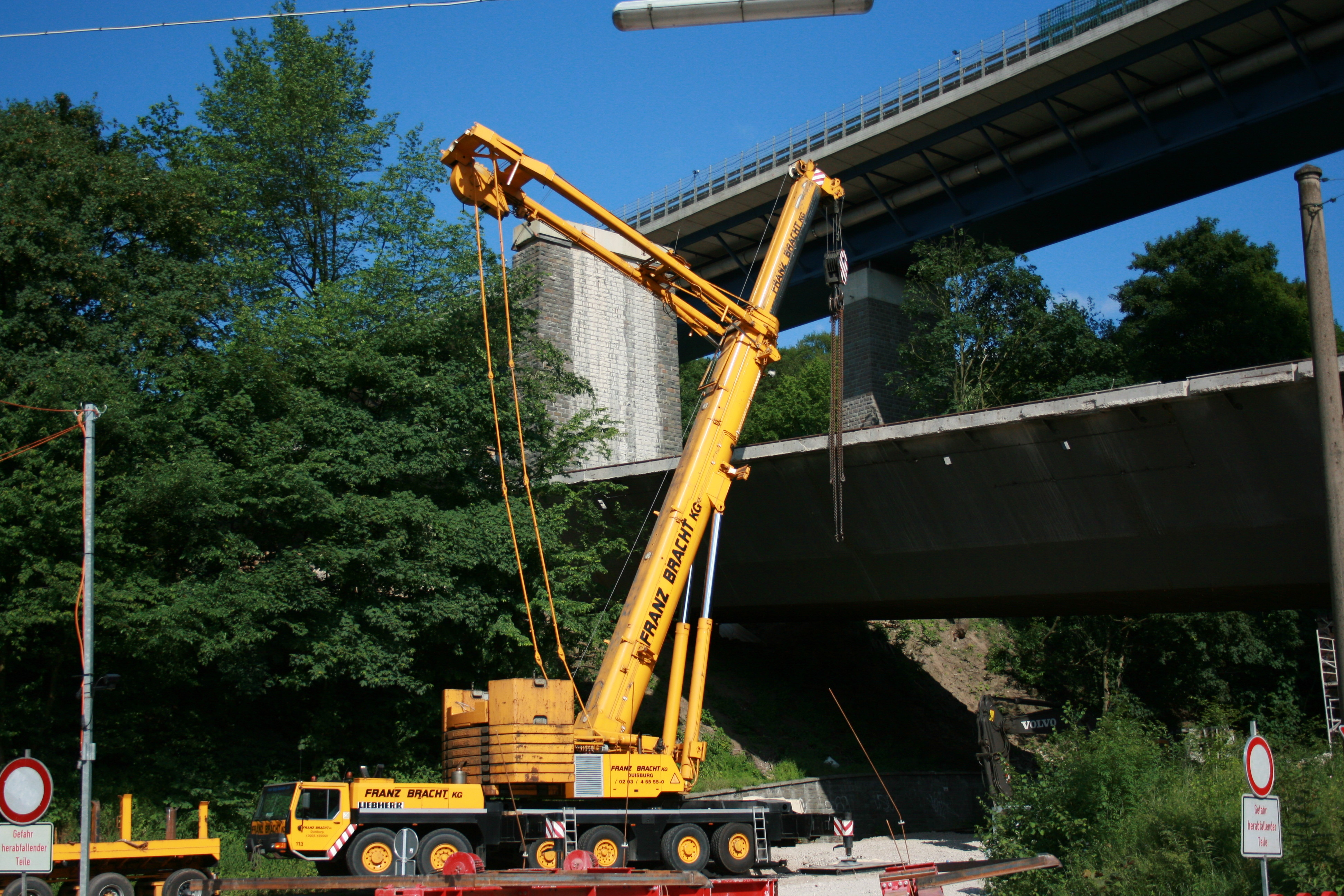
Autokran vor einem bereits entfernten Brückensegment
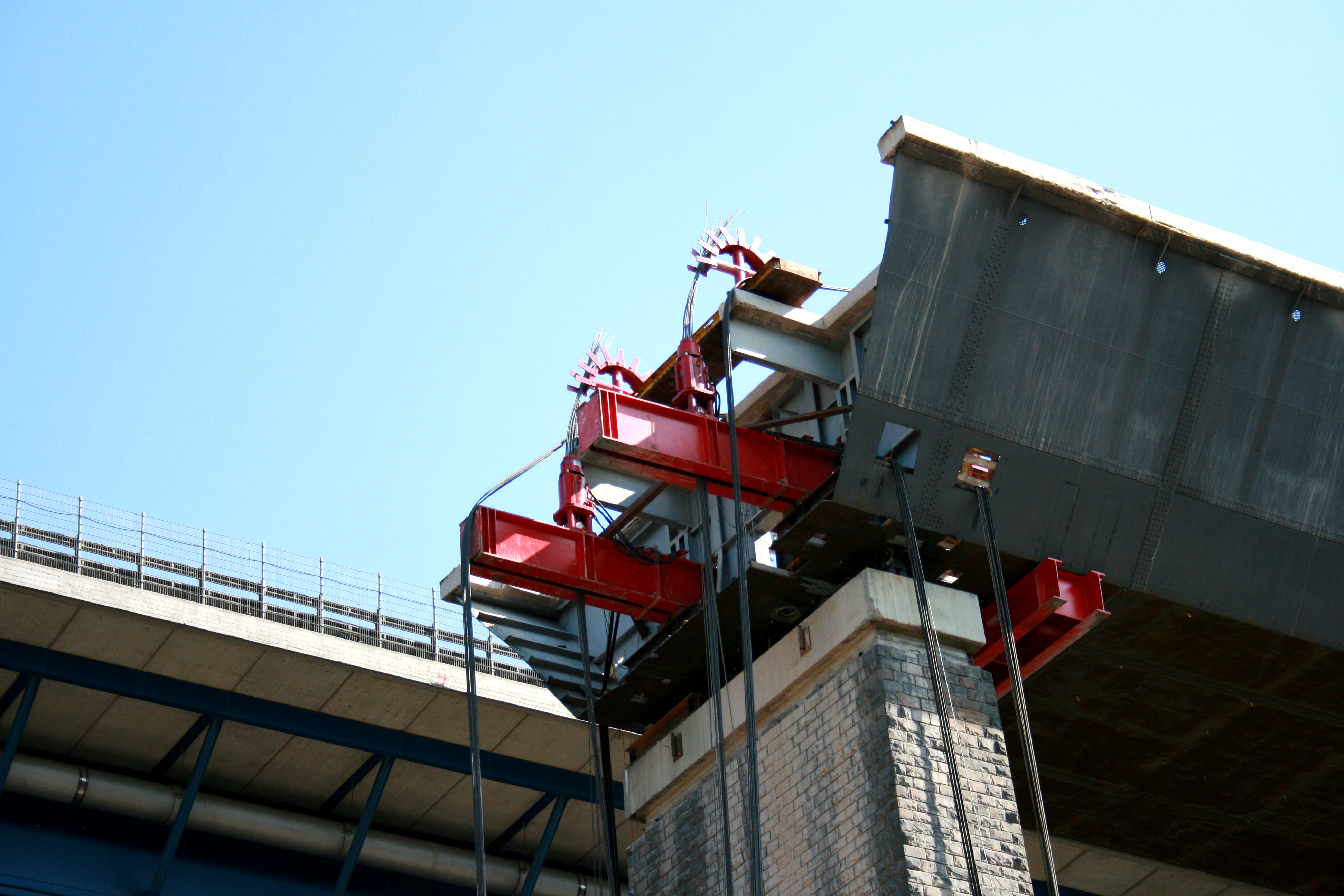
Vorbereitung zum Abbau des nächsten Segments